# 荒木寛畝

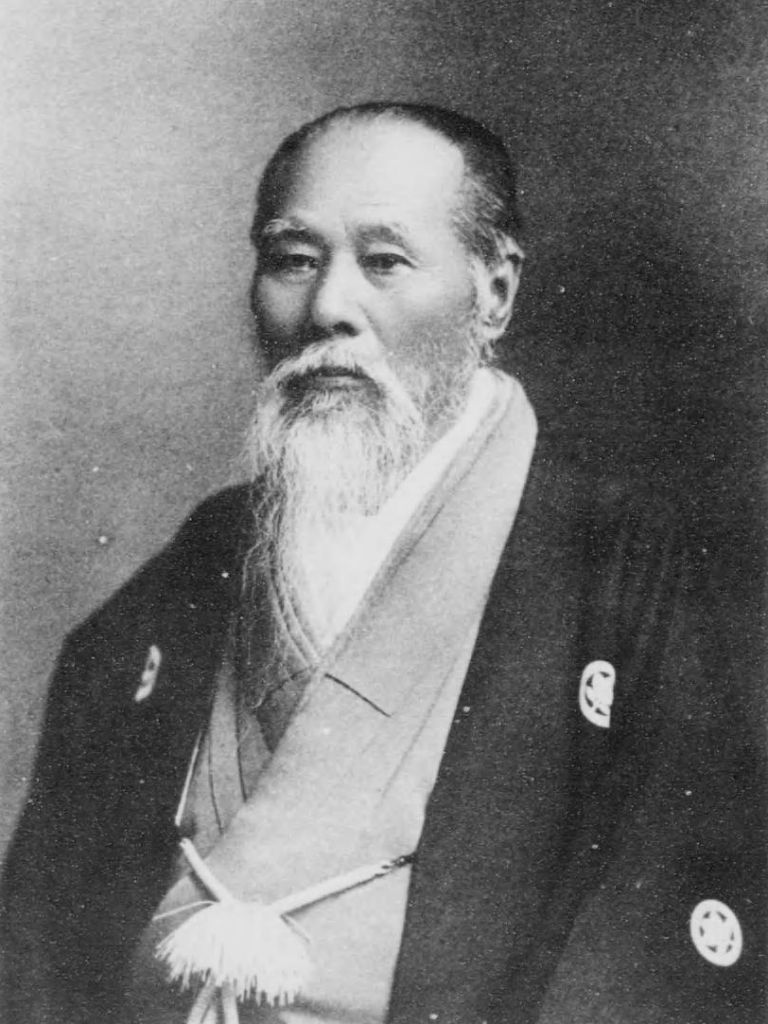
荒木寛畝

荒木 寛畝（あらき かんぽ、1831年7月24日（天保2年6月16日） - 1915年（大正4年）6月2日）は、日本の幕末から明治時代に活躍した絵師・日本画家。本姓は田中。幼名は光三郎。寛畝は号で、別号に雲居、橋村、木吉、詩画堂主人、達庵など。濃密な色彩と緻密な描写による花鳥画を得意とした。

## 略伝

### 修行時代
江戸芝赤羽橋で、田中梅春（永周、文周）の4男として生まれる。田中家は代々増上寺の行者（出家せず俗人のまま寺の雑務を行う者）を勤めていた。両親は奉公に出す前に教養の一つとして絵を習わせようと、1839年（天保10年）9歳の時、谷文晁系の絵師・荒木寛快に入門させる。しかし、生来を絵を描くのが好きだった寛畝は、算盤などの他の稽古に全く身が入らなくなり、両親は奉公に出すのを諦めたという。父が亡くなると、1848年（嘉永元年）18歳で増上寺の冠誉大僧正の随身となる。22歳の時、師から画才を見込まれ養子となり荒木姓を継ぎ、随身を辞した。
1856年（安政3年）同じく寛快の養子で義兄である荒木寛一と共に秋月藩主黒田長元の屋敷で席画を行う。この時、長元の甥として同席していた土佐藩主山内容堂の目に止まり、1859年（安政6年）6月土佐藩の御用絵師となる（5人扶持・茶坊主主格）。御用絵師になるための試験として絵を描くことになった際、得意な画題を問われると寛畝は「人物が得意だ」と答えて美人画4幅（楊貴妃、西施、趙飛燕、王昭君）を容堂の前で描いた。後年の花鳥画の印象が強い寛畝であるが、この頃は人物画に自信を持っていたようだ。容堂との関わりは深く、容堂隠居後は奥向きのこと一切を任されたため殆ど絵を描けず俗字に忙殺された。病的なほど潔癖症だった容堂は、寛畝以外の者が触れた道具は決して手に取らなかったといい、碁の相手から手回り品や金銭の管理まで任されていたという。更に容堂は寛畝以外に供も連れずに出歩き、屋敷に警護の者も置かなかったため、外出時は寛畝が刀を帯び、夜は屋敷を見回り。時に槍を持ち出したこともあったという。

### 洋画家時代
1872年（明治5年）3月、湯島聖堂で行われた博覧会に出品された内田政雄招来の油彩画を見て感銘を受ける。同年6月容堂が亡くなり、一時本気で殉死や出家を考えるも、川上冬崖、チャールズ・ワーグマン、国沢新九郎に洋画を学ぶ。1879年（明治12年）高橋由一、五姓田義松とともに、元老院の命で明治天皇、昭憲皇太后、英照皇太后の御影を描くという大任を任された。寛畝は、写真を参考に下絵を描いたがこれに満足せず、本人を写生をする機会を得て《英照皇太后御肖像》（御物）を描き上げた。しかし、その心労からくる重圧は相当なもので、これがきっかけとなって日本画へ復帰し、1881年（明治14年）の第2回内国勧業博覧会には油画額《耕作の図》《養蚕の図》を出品しているものの、翌年の第1回内国絵画共進会には《花鳥》《古代人物》の日本画を出している。

### 日本画復帰後

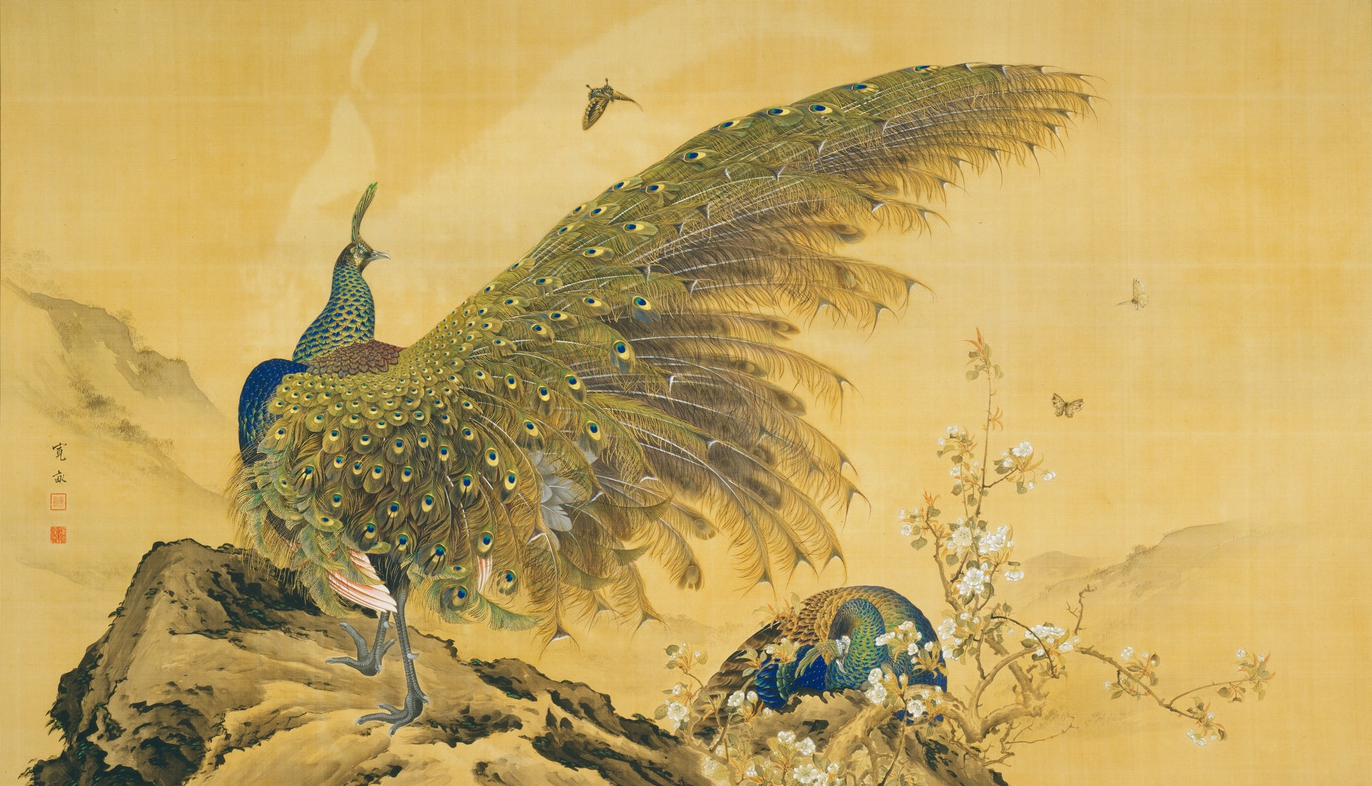
『孔雀図』明治23（1890）年、三の丸尚蔵館

1884年（明治17年）第2回パリ府日本美術縦覧会に《孔雀》《雪中三顧》を出品。同年、第2回内国絵画共進会では審査員を務めるとともに、《太真王夫人》《花鳥》を出品し銅賞を受賞。寛畝は既に弟子をもつほどに名の知られた画家ではあったが、生活は厳しく当時の他の日本画家と同様、輸出用の絵をやむなく量産して糊口をしのいでいたという。しかし、1890年（明治23年）第3回内国勧業博覧会出品の《孔雀図》が妙技二等賞、宮内庁買上げの栄誉を受け、60歳の還暦をすぎてその画名は高まった。
1893年（明治26年）女子高等師範学校で教鞭をとり、翌年には華族女学校（現在の学習院女子中・高等科）でも講義を受け持った。1898年（明治31年）橋本雅邦の後任で東京美術学校（現在の東京芸術大学）教授に就任。1900年（明治33年）には帝室技芸員に任命された。内外の博覧会にも出品し、同年のパリ万国博覧会に《孔雀図》で銀牌受賞。1905年（明治38年）セントルイス博覧会では二等賞受賞。翌年、ロイヤル・ソサエティ・オブ・アーツの会員に推される。1907年（明治40年）東京府勧業博覧会にやはり《孔雀図》で金賞受賞。同年の第1回文展では審査員を務めている。更に、従五位に叙せられ、勲六等瑞宝章を授けられ、名実ともに日本画の大家となった。画塾・読画塾を開いて後進の育成にもあたり、1897年（明治30年）の『現今画家人名』には「畝」や「寛」の一字を号に持つ門人が46名、他に女性の門人36名が記されている。晩年になっても精力的に活動したが、長らく患っていた糖尿病がもとで85歳の生涯を閉じた。墓所は多磨霊園。弟子に、荒木十畝、池上秀畝、西沢笛畝、広瀬東畝、丸山永畝、小村雪岱、三村竹清、三田平凡寺、五島耕畝、鈴木啓処、森白畝、横地一畝、高瀬五畝、上原桃畝、倉石松畝、松下雲畝、江森天寿、永田春水、関啓畝など。
南北合派の伝統的な画法に、洋画で培った写実を加味した花鳥画を得意とした。師の寛快は人物は得意としたが山水や花鳥は得意ではなく、寛畝は寛快に出入りしていた岡本秋暉や江崎寛斎に学んだようだ。秋暉は「孔雀の秋暉」と言われたほど孔雀図を得意としており、寛畝の孔雀図にもその影響が見て取れる。

## 作品
| 作品名                          | 技法         | 形状・員数       | 寸法（縦x横cm）     | 所有者                       | 年代                  | 落款                                                            | 備考 |
| ------------------------------- | ------------ | ---------------- | ------------------- | ---------------------------- | --------------------- | --------------------------------------------------------------- | --- |
| 阿房宮                          | 著色         | 1幅              |                     | 東京国立博物館               | 1864年（元治元年）    |                                                                 | |
| 狸                              | 油彩         | 1面              | 54.0x66.0           | 東京国立博物館               | 1877年（明治10年）頃  |                                                                 | |
| 桜に山鳥図額                    | 絹本著色     |                  | 59.5x83.3           | 三の丸尚蔵館                 | 1884年（明治17年）    | 「木吉」朱文方印・「寛畝画印」白文方印                          | 浜離宮内延遼館装飾画 |
| 箱根旅行絵巻                    | 絹本墨画     | 4巻57段          |                     | 土佐山内家宝物資料館         | 1871年（明治4年）以降 |                                                                 | 荒木寛一との合作。寛畝は57段の内33段を担当。                                                                                         |
| 藤に牡丹図額                    | 絹本著色     |                  | 48.5x72.5           | 三の丸尚蔵館                 | 1884年（明治17年）    | 「寛畝」朱文方印                                                | 浜離宮内延遼館装飾画 |
| 皇居造営下絵 杉戸絵・玉蘭小禽図 | 杉戸著色     |                  | 181.8×93.9（各）    | 東京国立博物館               | 1884年（明治17年）頃  |                                                                 | 明治宮殿の杉戸絵。寛畝は他に《黄蜀葵図》《葡萄図》を描いているが、空襲により焼失。                                                   |
| 貴妃読書西施弾琴                | 絹本著色     | 2幅              |                     | 東京国立博物館               | 1886年（明治19年）    |                                                                 | |
| 雨中双鶏図                      |              | 1幅              | 204.5x117.2         | 東京国立博物館               |                       |                                                                 | |
| 芦辺游鴨図                      |              | 1幅              | 164.8x85.0          | 東京国立博物館               |                       |                                                                 | |
| 孔雀図                          | 絹本著色     | 1幅              | 144.4x254.4         | 三の丸尚蔵館                 | 1890年（明治23年）    | 款記「寛畝」/「寛畝」朱文方印・「號達庵」白文方印               | 第3回内国勧業博覧会に《波に鴨図》と共に出品                                                                                          |
| 旭日双鶴図                      | 絹本著色     | 1幅              | 193.6x85.0          | 三の丸尚蔵館                 | 1894年（明治27年）    | 「寛畝」朱文方印・「號達庵」白文方印                            | 野口小蘋との合作で3幅対の中幅。明治天皇と昭憲皇太后大婚25年を祝い、会計検査院より献上。                                              |
| 岩頭孔雀図                      | 絹本著色金泥 | 額装1面          | 180.3x86.2          | フェレンツ・ホップ東洋美術館 | 1900年（明治33年）    | 款記「寛畝」/「寛畝画印」朱文方印・「達庵居士」白文方印         | 寛畝は1900年のパリ万国博覧会に東京府から50円の補助を受けて《岩頭孔雀》を制作・出品しており、美術館の記録では本作がその出品作という。 |
| 花鳥図画帖                      | 絹本著色     | 全42面のうち21面 |                     | 東京国立博物館               |                       |                                                                 | 渡辺省亭との競作。赤坂離宮の室内を装飾する七宝額の下絵。最終的には省亭画が採用され、寛畝は落選した。                                 |
| 老松孔雀之図                    | 絹本著色     | 1幅              | 170.4x85.0          | 松岡美術館                   | 1902年（明治35年）    | 款記「七十二翁寛畝寫」                                          | |
| 花鳥之図                        | 著色         | 3幅対            | 128.3x56.9          | 三の丸尚蔵館                 | 1906年（明治39年）    | 款記「寛畝」/「帝室技芸員」白文方印・「七十又六翁寛畝」朱文方印 | 名古屋離宮装飾用。 |
| 四季花鳥図                      | 著色         | 双幅             | 125.4x71.8          | 三の丸尚蔵館                 | 1906年（明治39年）    | 款記「寛畝」/「七十七翁寛畝」朱文方印・「達庵居士」白文方印     | 霞が関離宮装飾用。 |
| 四季花鳥図                      | 紙本著色     | 六曲一双         | 163.5x341.0         | 日立市郷土博物館             | 1908年（明治41年）    |                                                                 | |
| 巌頭の鷲                        | 絹本著色     | 1幅              | 200.0x83.5          | 高知県立高知城歴史博物館     | 1910年（明治43年）    | 款記「明治庚戌春日八十翁寛畝」                                  | |
| 牡丹に孔雀図                    | 杉戸著色     | 2枚              | 約200.0x130.0（各） | 練馬区立美術館寄託           |                       |                                                                 | 池上秀畝と合作 |